# Trận Łódź (1914)
Trận Łódź là trận đánh giữa tập đoàn quân số 9 Đức do thượng tướng kỵ binh August von Mackensen chỉ huy với phương diện quân Tây Bắc của Nga do tướng Nikolai V. Ruzsky chỉ huy trên chiến trường Đông Âu thời Chiến tranh thế giới thứ nhất, diễn ra từ ngày 11 tháng 11 cho đến ngày 16 tháng 12 năm 1914 gần thành phố Łódź, Ba Lan thuộc Nga. Đây là một trong những trận đánh hay đảo chiều nhất của cuộc chiến, trong đó các lực lượng lớn của cả hai bên đều suýt bị bao vây tiêu diệt ở vài thời điểm nhất định. Mặc dù không bên nào đạt được thắng lợi quyết định, trận đánh kết thúc với lợi thế nghiêng về Đức. 

## Bối cảnh
Sau khi Đức đánh bại Nga trong chiến dịch Đông Phổ và Nga thắng Áo-Hung trong trận Lemberg, hai phe lên kế hoạch mở các cuộc tấn công mới vào trung tâm mặt trận Đông Âu, tức vùng đất nay là Ba Lan. Tổng tư lệnh quân đội Nga - đại công tước Nikolay Nikolayevich Nga hội 4 tập đoàn quân số 2, 5, 4 và 9 từ bắc xuống nam để chuẩn bị đánh thốc vào Schlesien, trung tâm khoáng sản của miền trung Đức. Lực lượng khổng lồ này được phân chia thành phương diện quân Tây Bắc do tướng Nikolai V. Rusky chỉ huy và phương diện quân Tây Nam do tướng Nikolai I. Ivanov chỉ huy. Mặc dù quân Nga tập trung lực lượng khá nhanh, việc phân chia này đã làm cho kế hoạch tiến công của Nga trì hoãn đáng kể. 
Bộ đôi chỉ huy của Đức trên mặt trận phía Đông là thống chế Paul von Hindenburg và thiếu tướng Erich Ludendorff cũng dự định tấn công vào lãnh thổ Nga. Họ thỉnh cầu đại tướng tổng tham mưu trưởng Erich von Falkenhayn điều quân từ chiến trường Tây Âu sang chi viện, song những thất bại của Đức tại Ypres đã trì hoãn việc chuyển quân của họ. Dù gì thì Hindenburg và Ludendorff cũng quyết định tấn công, và hai ông lên kế hoạch thành lập tập đoàn quân số 9 do thượng tướng kỵ binh August von Mackensen chỉ huy để tiêu diệt tập đoàn quân số 9 Nga dưới quyền tướng Philipp Scheidemann (đóng gần thành phố Lodz - Ba Lan thuộc Nga) bằng một đòn bọc hậu từ mạn bắc. 

## Trận đánh
Nga chưa bố trí xong lực lượng thì Đức đã tấn công vào ngày 11 tháng 11. Quân cánh trái của Mackensen nhanh chóng đánh tan cánh phải tập đoàn quân số 2 Nga dưới quyền tướng Philipp Scheidemann, buộc Scheidemann phải rút quân. Từ ngày 14 cho đến ngày 16 tháng 11, quân Đức lại phá được quân Nga tại Kutno, buộc đối phương phải rút lui thêm lần nữa. Các lãnh đạo quân sự của quân Nga, đặc biệt là Rusky, cũng có phần trách nhiệm với thất bại này do chú trọng vào cuộc tấn công của họ về phía tây và phớt lờ mối huy hiếp đến sườn phía bắc của tập đoàn quân số 2. Đến ngày 18 tháng 11, quân Đức đã tới sát Łódź và tập đoàn quân số 2 Nga có nguy cơ lặp lại số phận của mình tại Tannenberg. 
Nhưng quân Nga phản ứng linh hoạt đến mức đáng ngờ. Mặc dù tướng Pavel K. Rennenkampf chỉ huy tập đoàn quân số 1 Nga trên sườn bắc tập đoàn quân số 2 tỏ ra lưỡng lự, tướng Pavel A. Plehve tức tốc đem tập đoàn quân số 5 đến yểm trợ hai bên sườn của tập đoàn quân số vào các ngày 18 – 19 tháng 11. Ngày 20 tháng 11, 2 tập đoàn quân Nga đã đẩy lui mọi đợt tấn công của tập đoàn quân số 9 Đức, ngoại trừ khối quân của thượng tướng bộ binh Reinhard von Scheffer-Boyadel gồm quân đoàn Dự bị XXV cùng một số sư đoàn kỵ binh và vệ binh. Scheffer đã khoét một lỗ thủng vào sườn đông quân Nga và đánh thọc đến Rzgow. Đòn đánh của Scheffer xem chừng đã uy hiếp sườn và hậu quân Nga, nhưng trên thực tế, chính quân Đức mới đang ở tình thế bất lợi. Nga tiếp tục đổ quân vào trận chiến (ngay cả Rennenkampf cũng gộp một số sư đoàn của mình thành binh đoàn Łowics để tham gia trận đánh), vào ngày 22 tháng 11, toàn bộ cụm quân của Scheffer đã bị 20 vạn quân Nga vây chặt cách chiến tuyến của Nga 24 km về phía sau. 
Thay vì phá vây về phía tây, Scheffer quyết định tấn công mở đường máu lên mạn đông bắc. Từ ngày 22 cho đến ngày 25 tháng 11, quân ông không ngừng chiến đấu với quân Nga truy kích từ 3 hướng, đồng thời cố gắng khoét một lỗ thủng vào các lực lượng địch khác đang cản bước của ông. Tin chắc sẽ thắng, tướng Nikolai N. Yanushkevich - tham mưu trưởng của đại công tước Nikolai - ra lệnh cho các xe vận tải trống rỗng từ Warszawa đến chuẩn bị chở hàng đoàn tù binh. Nhưng sự lạc quân của người Nga đã đặt không đúng chỗ. Vào ngày 24 tháng 11, Scheffer giành thắng lợi lớn trên sông Brzeziny, tiêu diệt sư đoàn 6 Siberia của Nga. Sau đó, các đội hình vuông vức của Scheffer di chuyển lên mạn bắc rồi quay về phía tây và trở về chiến tuyến của tập đoàn quân số 9 vào ngày 26 tháng 11. Thương vong của cụm quân Scheffer lên đến 4.300 người, nhưng họ đã đưa được 2.000 thương binh của mình về trận tuyến cùng với 16.000 tù binh và 64 khẩu đại bác Nga.
Đầu tháng 12 năm 1914, Hindenburg nhận được một lượng lớn viện binh từ mặt trận Tây Âu, vào ngày 6 tháng 12, Mackensen mở một cuộc tấn công mới vào Łódź. Lần này quân Đức giành được Łódź và quân Nga phải rút về tuyến sông Bzura-Rawa.

## Kết cuộc
Mặc dù quân Nga đã không bị bao vây tiêu diệt như ở trận Tannenberg, chiến dịch Łódź kết thúc với lợi thế thuộc về Đức. Không chỉ đoạt được một phần đất tốt của Ba Lan thuộc Nga, người Đức đã buộc Nga phải từ bỏ hoàn toàn kế hoạch tấn công Schlesien của mình. Thêm vào đó, trong khi phía Đức chỉ chịu thiệt hại 35.000 người, tổn thất của Nga lên đến 70.000 người chết và bị thương, cộng thêm 25.000 bị bắt làm tù binh. Quân Đức cũng thu giữ được 79 cỗ đại bác của Nga. Chênh lệch thương vong giữa hai bên trong trận Łódź đã làm nhiều người Nga tin rằng quân đội nước họ không phải là đối thủ của quân đội Đức, đồng thời làm dấy lên tranh luận ở Petrograd về một hòa ước riêng lẻ với Đức. Ngoài ra, thành công của chiến dịch Łódź đã khiến cho Mackensen được lên quân hàm đại tướng và đưa ông trở thành một trong những bậc đại anh hùng của đế quốc Đức trong cuộc chiến. 